# Ruby Cannon
Ruby Cannon, coniugata Campbell (Cotton Center, 21 luglio 1933), è un'ex cestista statunitense.
È la sorella gemella di Ruth Cannon.

## Carriera
Giocò a livello universitario nelle Wayland Flying Queens.
Con gli Stati Uniti partecipò ai Giochi panamericani di Città del Messico 1955, dove vinse la medaglia d'oro.